# پروزوپیت
پروزوپیت  (به انگلیسی: Prosopite) با فرمول شیمیایی CaAl2(FOH)8 از مجموعه کانی هاست و لومینسانس آن برنگ‌های آبی مختلف دیده می‌شود و درخشندگی کامل دارد. از واژة یونانی Prosopon اقتباس شده‌است. محلول در H2SO۴ و به صورت رشته‌های تیره رنگ جدا می‌شود. Ca:۱۶٫۸۴٪  Al:۲۲٫۶۶٪  F:۳۱٫۹۲٪  OH:۲۸٫۵۸٪   از نظر شکل بلور: قرصی شکل، رنگ: سفید - متمایل به سبز - متمایل به قرمز، شفافیت: شفاف - نیمه کدر، شکستگی: صدفی - نامنظم، جلا: شیشه‌ای - مات - چرب، رخ: کامل - مطابق با سطح، سیستم تبلور: مونوکلینیک و در رده‌بندی هالوژن است همچنین خاصیت مغناطیسی ندارد و منشأ تشکیل آن هیدروترمال است.
همایند کانی‌شناسی (پارانژ) آن - فلوئوریت- سیدریت- هماتیت و غیره است
، از نظر ژیزمان بلوری - آگرگات دانه‌ای کمیاب است و بیشتر در آلمان شرقی، آمریکا، گروئنلند یافت می‌شود.

## منبع
- پردیس کشاورزی ایران